# Platte gladklauwloper
De platte gladklauwloper (Platyderus depressus) is een keversoort uit de familie van de loopkevers (Carabidae). De wetenschappelijke naam van de soort werd in 1821 gepubliceerd door Jean Guillaume Audinet Serville.